# Famille Chouïski

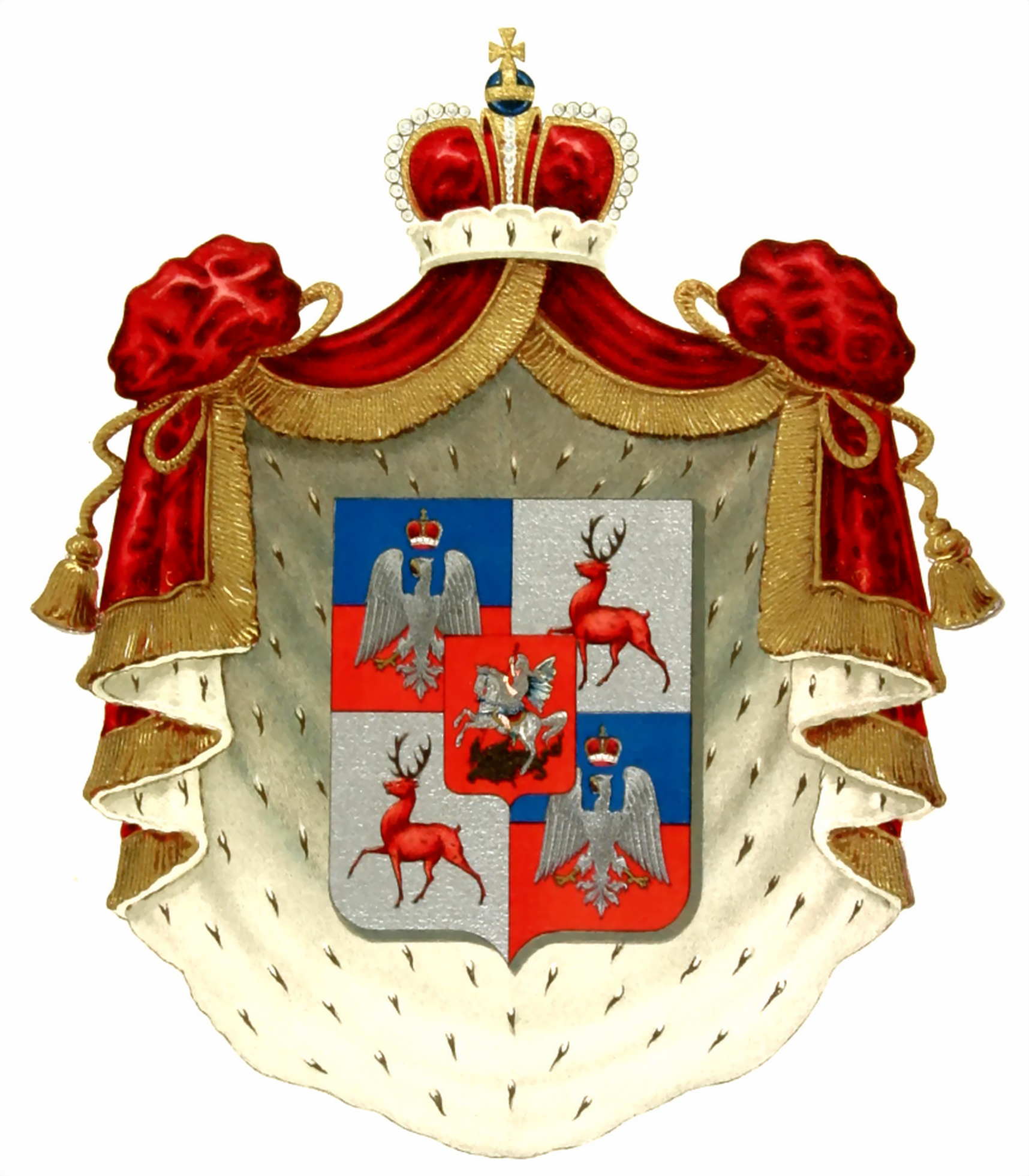
Armoiries de la famille Chouïski

Les princes Chouïski (ou Shuisky, Chouski, Zouiski, Schouiski) (Шуйские) est une famille rurikide de boyards descendant du grand-duc Dimitri III Constantinovitch de Vladimir-Souzdal. Leur nom provient de la ville de Chouïa, dont ils acquirent la propriété en 1403. Ils accèdent au trône russe avec Vassili IV Chouiski (1608-1612).
Depuis la révolution de 1917, le nom en français est Chouysky.

## Membres

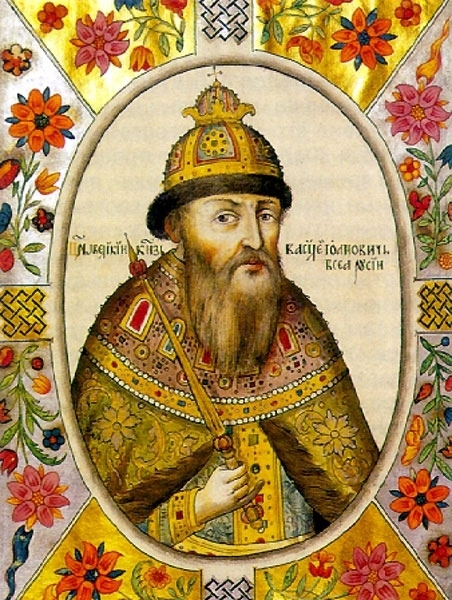
Tsar Vassili IV Chouiski

- Vassili Kirdiala Chouiski (vers 1350 — 1403)
- Fiodor Uourievitch Chouiski (? — 1476)
- Vassili Vassilievitch Chouïski (vers 1478 - 1538)
- Ivan Dimitrievitch Goubka Chouiski (1515 — 1560)
- Ivan Vassilievitch Chouiski (? — 1542)
- Piotr Ivanovitch Chouiski (? — 1542)
- Ivan Petrovitch Chouiski (? — 1588)
- Vassili Iourievitch Chouiski (? — 1448)
- Vassili Vassilievitch Bledni-Chouiski
- Fiodor Ivanovitch Skopine-Chouiski (? — 1557)
- Vassili Fiodorovitch Skopine-Chouiski (1557 — 1595)
- Mikhaïl Vassilievitch Skopine-Chouiski (1586 — 1610)
- Mikhaïl Vassilievitch Chouiski
- André Mikhaïlovitch Tchestokol-Chouiski (? - 1543)
- Ivan Andreïevitch Chouiski (1533 - 1573)
- Andreï Ivanovitch Chouiski (? — 1589)
- Vassili IV Chouiski (1552-1612)
- Dimitri Ivanovitch Chouiski (? — 1612)
- Ivan Ivanovitch Pougovka-Chouiski (1566 — 1638)
- Yvan Mikhaïlovitch Pleten-Chouiski (? — 1559)
- Siméon Dimitrievitch (? - 1401)
- Ivan Vassilievitch Gorbati-Chouiski
- Boris Ivanovitch Gorbati-Chouiski (vers 1460 — 1537)
- Alexandre Borissovitch Gorbati-Chouiski (vers 1544 — 1565)
- Boris Ivanovitch Gorbati-Chouiski
- Vassili Vassilievitch Grébienka

## Pour approfondir